# Apotropis
Apotropis is een geslacht van rechtvleugeligen uit de familie veldsprinkhanen (Acrididae). De wetenschappelijke naam van dit geslacht is voor het eerst geldig gepubliceerd in 1906 door Bolívar.

## Soorten
Het geslacht Apotropis omvat de volgende soorten:
- Apotropis tricarinata Stål, 1878
- Apotropis vittata Tepper, 1896